# Lartia
A Lartia talán etruszk eredetű latin női név, jelentése ez esetben uralkodó, de lehet a Laurencia származéka is.

## Rokon nevek
- Larcia:[1] a Lartia ejtésváltozata.[forrás?]

## Gyakorisága
Az 1990-es években a Lartia szórványos név, a Larcia nem volt anyakönyvezhető, a 2000-es években nem szerepelnek a 100 leggyakoribb női név között.

## Névnapok
Lartia, Larcia
- október 4.[2]